# Šarhorod
Šarhorod (in ucraino Шаргород?; in polacco Szarogród; in russo Шаргород?) è una città ucraina (6982 abitanti), nel distretto di Žmerynka, nell'oblast' di Vinnycja. Ospita l'amministrazione della comunità territoriale di Šarhorod, una delle comunità territoriali dell'Ucraina.
Fino al 18 luglio 2020 Šarhorod fungeva da centro amministrativo del distretto di Šarhorod. Come parte della riforma amministrativa che ha ridotto a sei il numero dei distretti dell'oblast' di Vinnycja, il distretto di Šarhorod venne fuso nel distretto di Žmerynka.